# Frank Whittle
Frank Whittle (født 1. juni 1907 i Coventry, død 9. august 1996 i Columbia, Maryland) var en engelsk pilot, forretningsmand og opfinder af jetmotoren, der revolutionerede flyindustrien. Han må dog dele æren med dr. Hans von Ohain, der ganske vist var et par år bagefter med sin opfindelse, men på grund af bedre økonomisk opbakning var den første der fik et fly på vingerne. De blev venner efter krigen og endte begge deres dage i USA.
Frank Whittle var søn af en værktøjsmager og lærte håndværket fra barnsben på sin fars fabrik.